# Parchi di Nervi

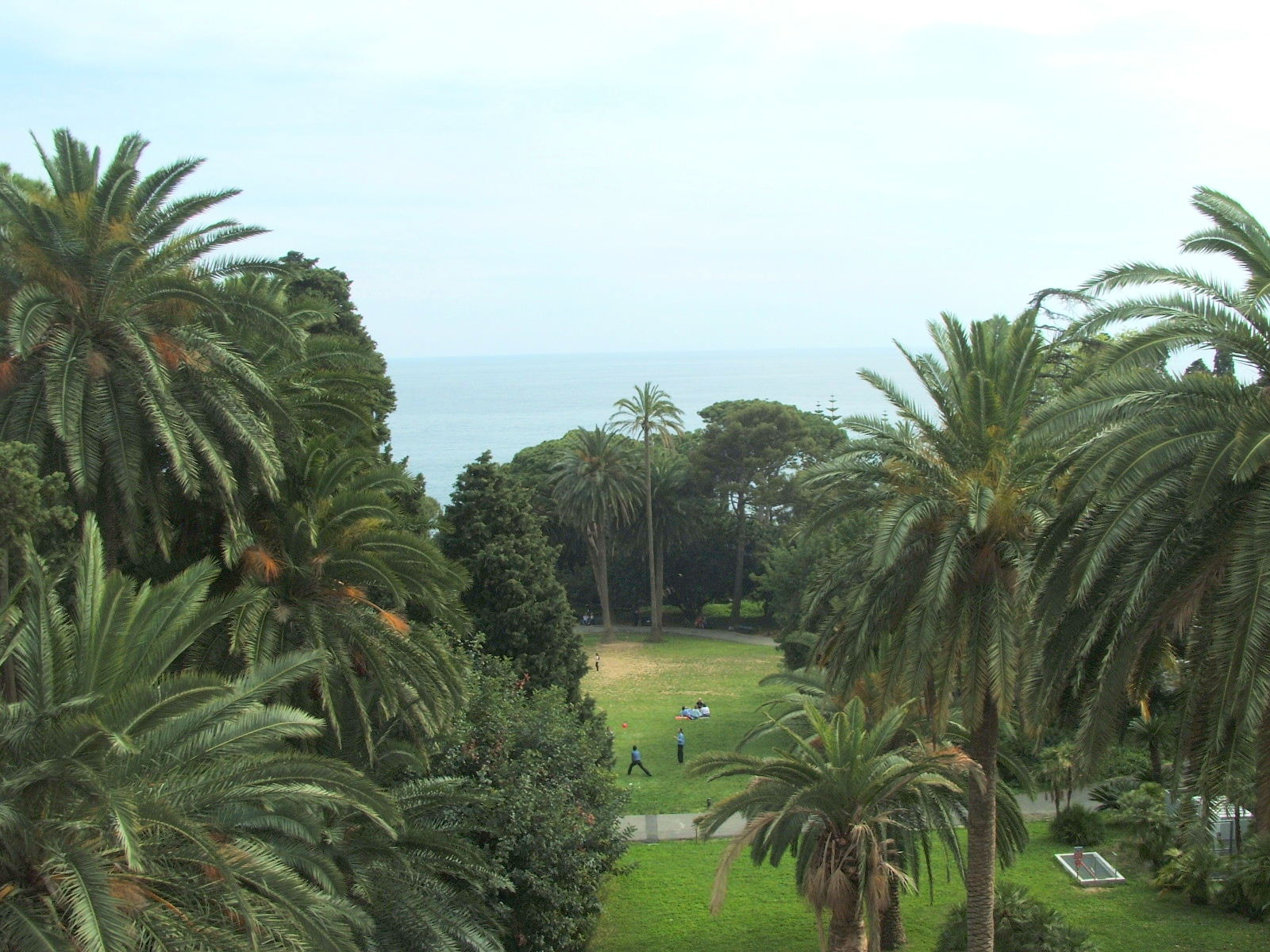
Parchi di Nervi

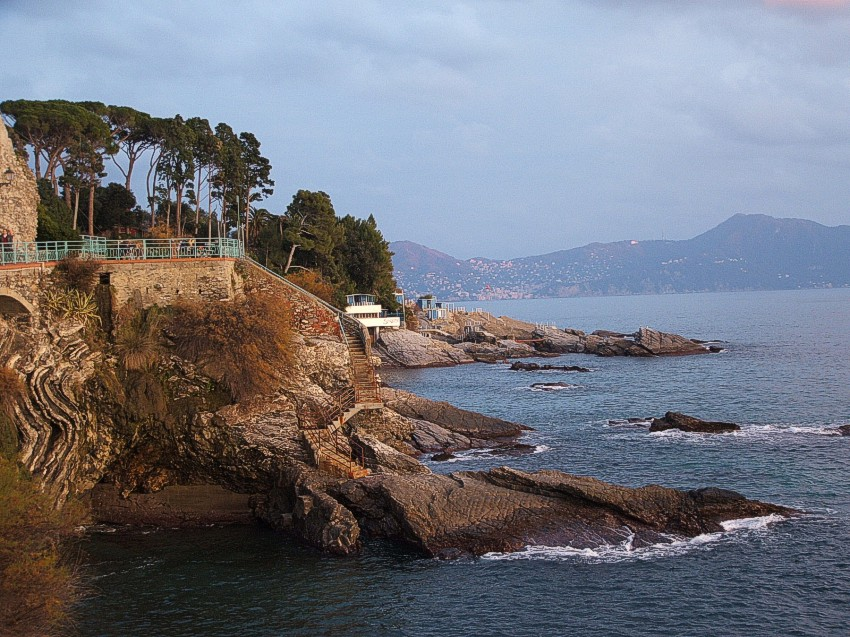
Die angrenzende Küstenpromenade

Die Parchi di Nervi (italienisch: Parks von Nervi) sind eine wichtige botanische Parkanlage in Nervi, Genua. Die Anlage besteht aus einem Zusammenschluss privater Parks, welche ehemals zu größeren Herrenhäusern in Nervi gehörten. Zu ihnen gehören die Villa Gropallo, die Villa Saluzzo Serra, die Villa Grimaldi Fassio und die Villa Luxoro, die heute allesamt unter kommunaler Verwaltung stehen und die Museumsgruppe von Nervi bilden.

## Charakteristika
Die Oberfläche des Parkes beträgt circa 92.000 Quadratmeter und ist damit die größte Grünanlage in der ligurischen Hauptstadt. Er wird von einer Seite durch die Via Aurelia, auf der gegenüberliegenden Seite von der Felsküste des Ligurischen Meeres und in Richtung Ponente (Westen) vom Stadtzentrum selbst begrenzt. Auf dem Gelände des Parkes sind mehr als 100 verschiedene Pflanzenarten angesiedelt. Darunter finden sich neben der typisch mediterranen Flora auch exotische und tropische Pflanzen. Neben Agaven, Palmen jeglicher Art, Zedern und Araukarien wachsen Oleander, Pfeffer- und Olivenbäume im Schatten riesiger Pinien. Im östlichsten Teil des Parkkomplexes befindet sich außerdem ein Rosarium.
In den Parchi di Nervi befinden sich fünf als Naturdenkmal deklarierte Bäume (die Region Ligurien verzeichnet insgesamt 18 unter besonderem Schutz stehende Bäume); es handelt sich je um ein Exemplar folgender Arten:
- Queensland-Araukarie (Araucaria bidwillii), aus der Familie der Araukariengewächse, Heimat Australien
- Aleppo-Kiefer (Pinus halepensis), aus der Familie der Kieferngewächse, Heimat Mittelmeerraum
- Riesen-Palmlilie (Yucca elephantipes), aus der Familie der Agavengewächse, Heimat Zentralamerika
- Kampferbaum (Cinnamonum camphora), aus der Familie der Lorbeergewächse, Heimat China und Japan
- Honigpalme (Jubaea chilensis), aus der Familie der Palmengewächse, Heimat Chile

Die angrenzenden Erhebungen des Apennin bieten dem Stadtteil Schutz vor schädigenden Wettereinflüssen und sind für die überdurchschnittlich hohen Temperaturen, im Gegensatz zum übrigen Genua, verantwortlich. Dies macht die Parchi zu einem beliebten Ausflugsziel auch während der Winterzeit.
Eine Besonderheit stellt die große Eichhörnchenkolonie im Park dar. Die eingeführten Grauhörnchen amerikanischen Ursprungs sind sehr zutraulich und lassen sich, zur Freude vor allem der jüngeren Parkbesucher, gerne füttern.